# Benedetto Neri
Benedetto Neri (1771 Rimini – 24. dubna 1841 Milán) byl italský hudební skladatel.

## Život
Narodil se v roce 1771 v Rimini. Několik let působil jako kapelník v Novaře. Později byl jmenován profesorem na konzervatoři v Miláně a kapelníkem milánského Dómu.
V roce 1832 slavný violista a skladatel Alessandro Rolla navrhl mladému Giuseppe Verdimu, který nebyl kvůli svému věku přijat na milánskou konzervatoř, aby pokračoval v studiu skladby u Neriho.
Benedetto Neri zemřel v Miláně ve věku 70 let a byl pohřben na hřbitově San Gregorio u Porta Venezia, který dnes již neexistuje.

## Dílo
Komponoval zejména chrámové skladby a díla s náboženskou tematikou. Z operní tvorby je známa pouze opera I saccenti alla moda, na libreto Angela Anelliho, která byla uvedena v La Scale v roce 1806.